# 好古家

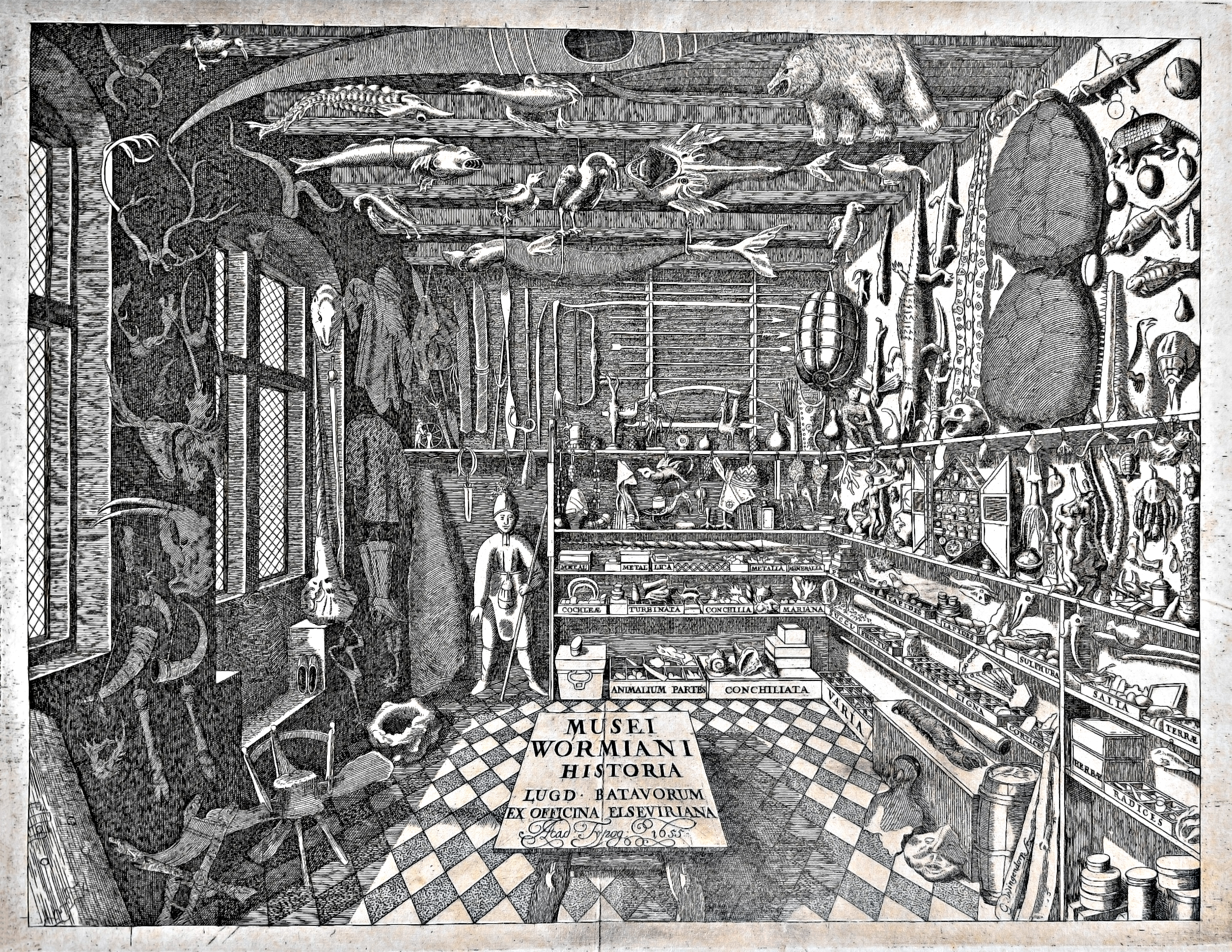
驚異の部屋。蒐集という営為の象徴。

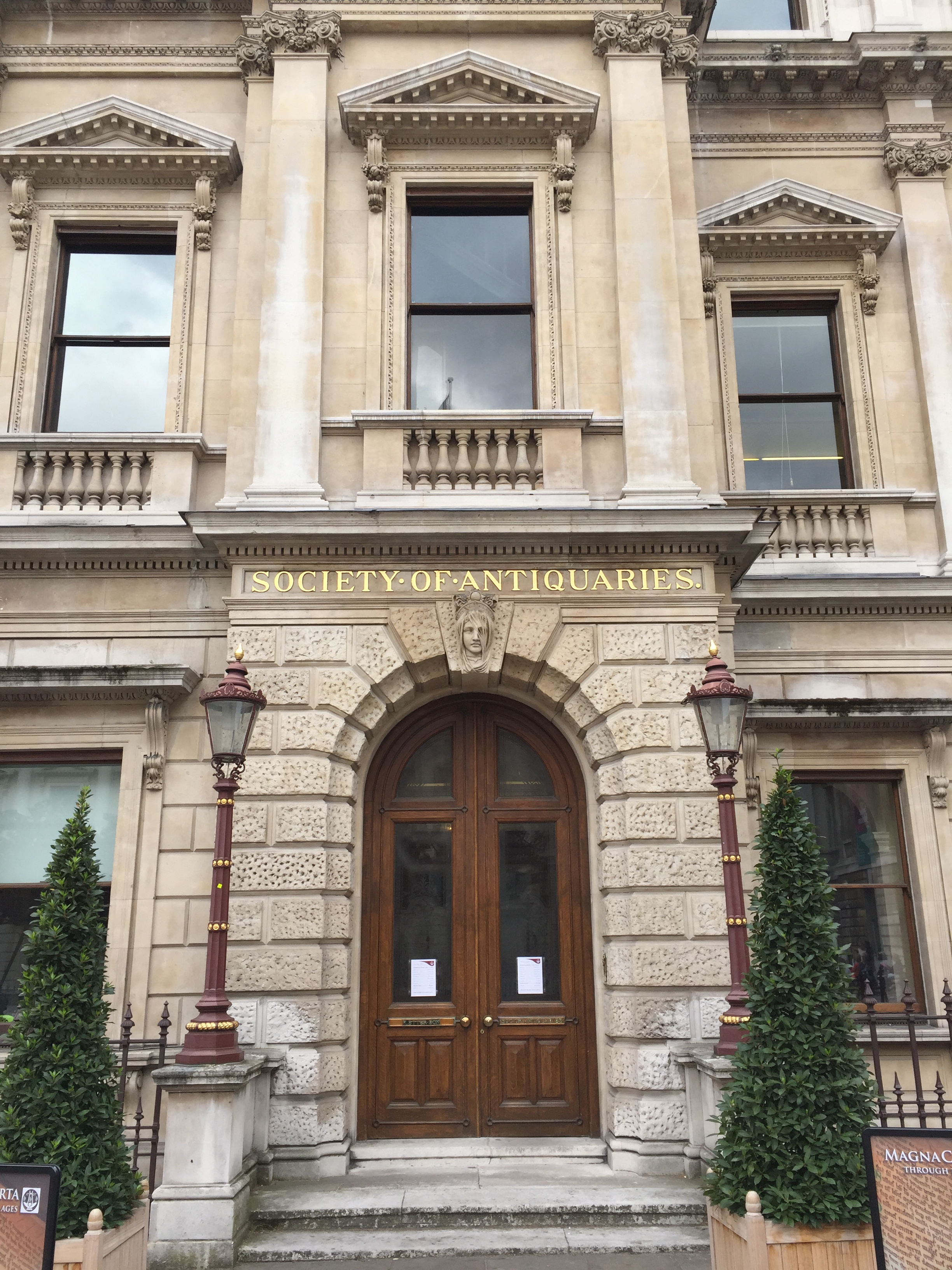
ロンドン好古家協会

好古家（こうこか、英語: antiquarian または antiquary）とは、古事物の愛好家の古称。例えば骨董品・古美術品・考古遺物・古書・古銭などを蒐集したり、史跡・郷土史・碑文・系譜・古語・古俗・古地図などを調査したりする人のこと。
つまり「好古趣味」（antiquarianism、「アンティクアリアニズム」「好古」「好古学」「好古癖」「古事物学」とも）を嗜む人のこと。
好古学者、尚古家、古事学者、古事物学者、古物収集家、古物研究家、古事物研究家、アンティクアリアンともいう。

## 概要
日本語の「好古家」は、英語の「antiquarian」（antiquaryとも、ラテン語: antiquarius）に対応する。
好古家に明確な定義は無いが、現代でいう考古学者・歴史学者・美術史学者・建築史学者・博物学者・民俗学者・文化人類学者・地誌学者・書誌学者・文献学者などと重なる場合が多い。あるいは、それらの分野の愛好家や好事家、好奇心や蒐集癖を動機とする学者、実地調査や一次資料の分析を主とする学者を指す。あるいは、近代的な考古学（archeology）が成立する以前に活動した考古学者のような人を指す。
2000年頃から、好古家は諸分野の学者に徐々に注目されるようになった（#研究史）。

## 歴史

### 古代ギリシア・ローマ
古代ギリシアには、考古学（archeology）の語源であり、好古学に該当する「アルカイオロギア」(古希: ἀρχαιολογία) という分野が存在したことが、プラトン『大ヒッピアス』から窺える。古代ギリシアの好古家として、ヒッピアスやヘラニコスが挙げられる。
古代ローマには、伝統を重んじる気風、すなわち「父祖の遺風」（モス・マイオルム）が根強かったため、好古の書物がおのずから多く書かれた。具体的には、古代ローマの祭祀、古代ローマの国制、古俗、家譜、語源、地誌、ランドマークなどのトピックを主題として扱う書物が書かれた。これらのトピックは、リウィウスやタキトゥスが書いたような歴史書類（年代記・ローマ史）でも扱われた。しかしながら、そのような好古を主題にした書物は大半が散逸しており、現存する書物に引用されて伝わっているだけのものが多い。
古代ローマの好古家として、ウァロ、大プリニウス、ゲッリウス、マクロビウスらが挙げられる。あるいは、ローマ帝国支配下のギリシア語の著作、例えばパウサニアス『ギリシア案内記』、アテナイオス『食卓の賢人たち』、プルタルコス『モラリア』における「ローマ習俗問答」 なども好古の要素をもつ。キケロの『占いについて』も好古の要素をもつが、キケロ自身は好古よりも哲学に主眼を置いていた。そのほか、クラウディウス帝も好古の書物を著したとされるが散逸してしまった。

### 欧米

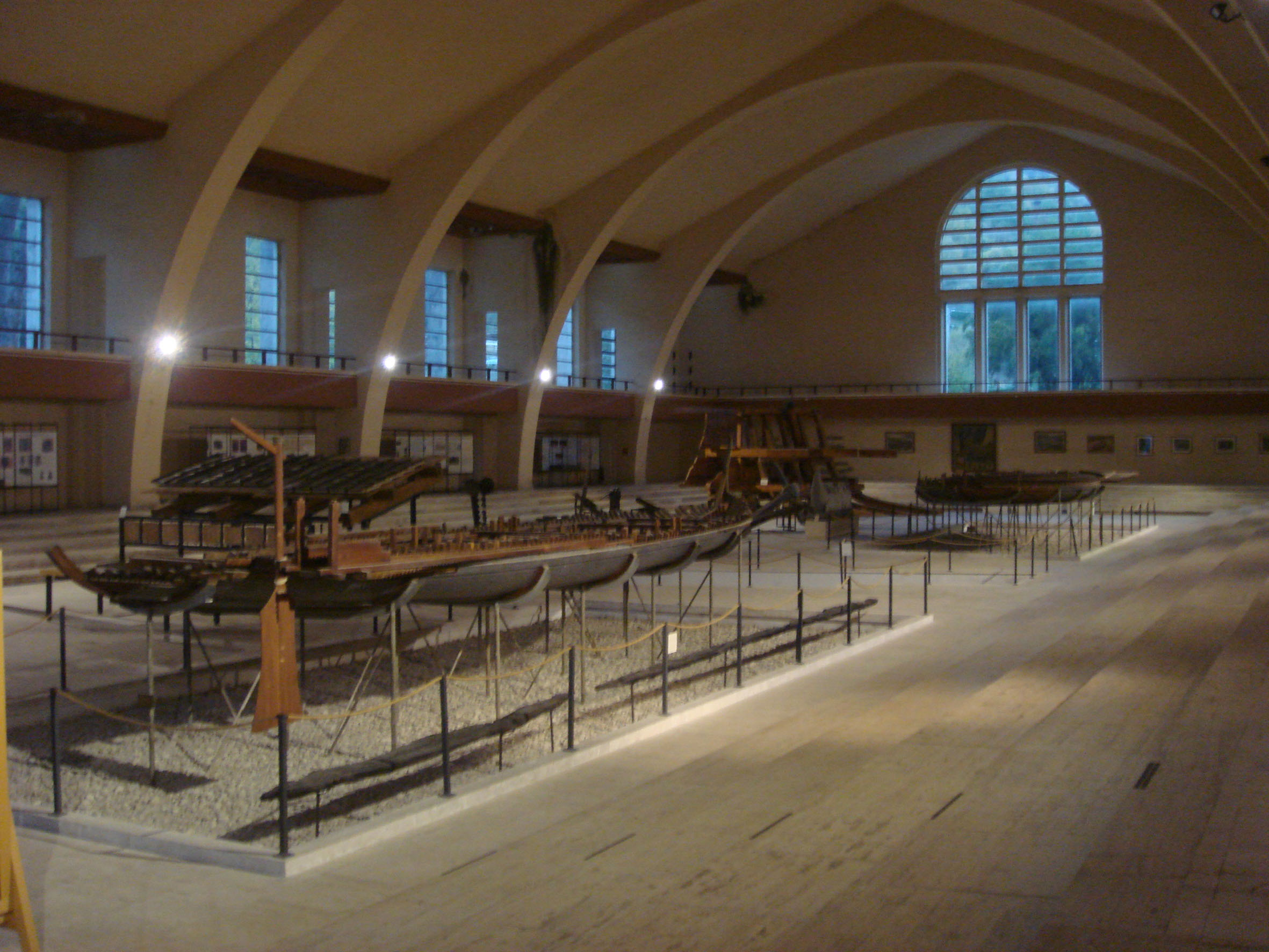
ネミ湖のローマ船（模型）

15-16世紀のイタリア・ローマでは、「ルネサンス」の一環として、古代ローマに対する好古が盛んに行われた。例えば、ネミ湖のローマ船を潜水調査し水中考古学の先駆者となったデ・マルキや、その布石を作ったアルベルティ、ビオンド、そのほかポッジョ・ブラッチョリーニ、ピッロ・リゴーリオ、マールテン・ファン・ヘームスケルク、マヌエル・クリュソロラス、チリアコ・ダンコーナ、ジョヴァンニ・ジョコンドらが活動した。教皇ピウス2世や枢機卿コロンナ、ロレンツォ・デ・メディチのような権力者が調査のパトロンになることもあった。当時のローマの好古は、測量学や建築学・文献学と結びついた学際的な営為だった。

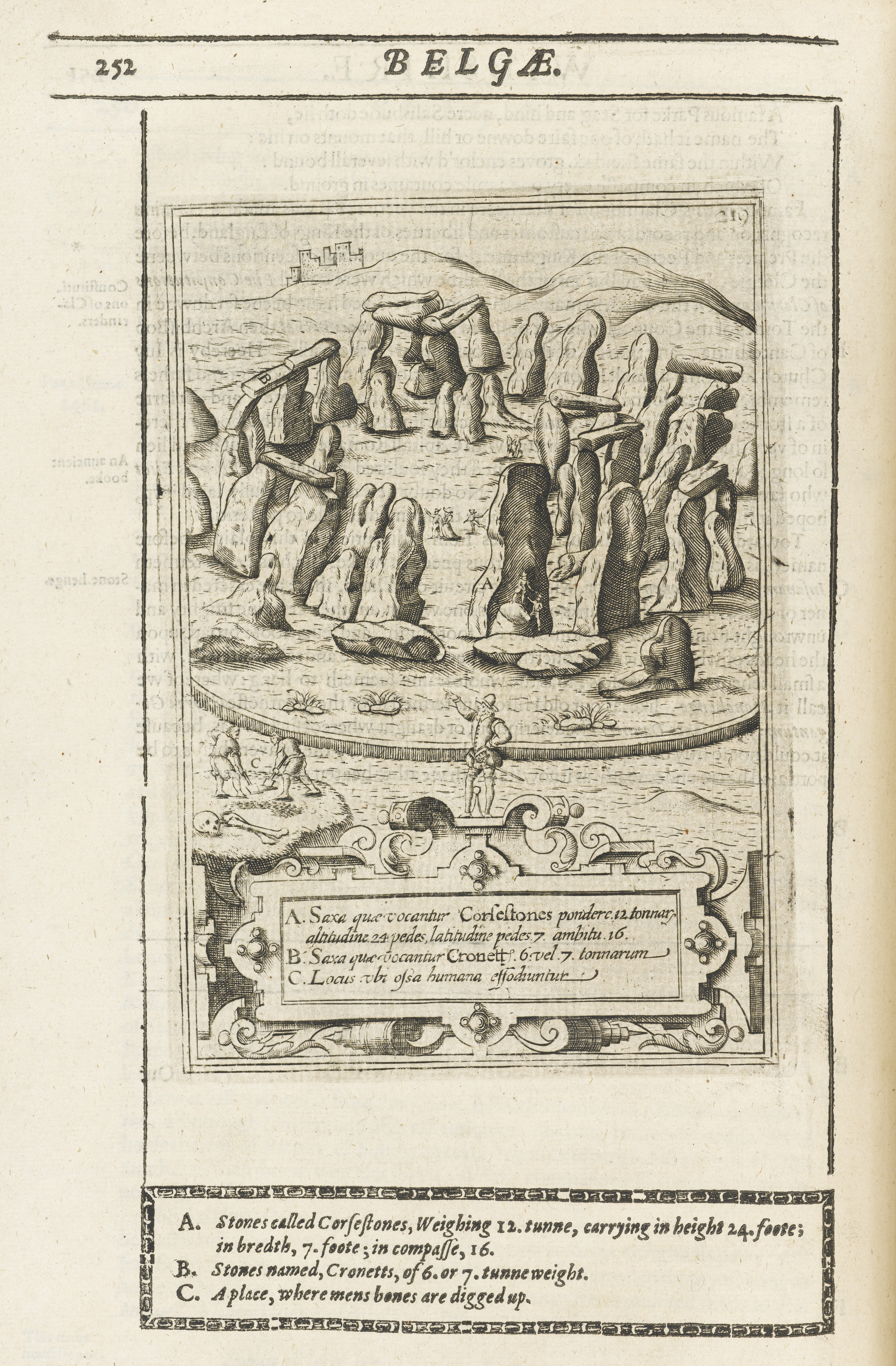
ウィリアム・キャムデン『ブリタニア』より、ストーンヘンジ
----キャムデンは17世紀英国の代表的な好古家。

17世紀からは、欧米各国で自国に対する好古が盛んになった。例えばフランスやスカンディナヴィアなどで盛んになったが、とりわけイギリスで盛んになり、ウィリアム・キャムデン、ウィリアム・ダグデール、エリアス・アシュモール（アシュモレアン博物館の創設者）、ハンス・スローン、ジョン・オーブリー、ウィリアム・ステュークリらが活動した。そのほか、ボイルやニュートン、ジョン・ディー、ライプニッツも、好古家としての顔を持っていた。
欧米の好古家は、しばしば「好古家協会」（antiquarian society）を設立してネットワークを築いた。1707年のロンドン好古家協会の設立を皮切りに、欧米各地で好古家協会が設立された。その多くが現在でも活動している。例えば1812年創設のアメリカ好古家協会は、古書やパンフレット、逐次刊行物の膨大な所蔵で現代も知られる。
欧米の好古家は、しばしば蒐集品を「驚異の部屋」に展示し、近代的な博物館・博覧会の先駆けになった。特に17世紀英国の好古家は、修道院解散による文化財の散逸を防ぐ役割も担っていた。また欧米の好古家は、地域史・地誌をしばしば著し、特に英国では多くのカウンティ史(en)が著された。欧米の好古家の活動は、現代でいう「歴史の補助学」すなわち「碑文研究」「印章学」「紋章学」「貨幣学」「系譜学」「型式学」「文書形式学」などと主に重なる。また、聖書の出来事の年代決定や、石斧雷石説の否定（普遍史#先史時代と人類の起源）も好古と重なる。
啓蒙時代に起きた新旧論争の点から言えば、好古家は大抵「新」の側についた。というのも、大抵の好古家は、現代人が一次資料を用いて歴史の権威を覆すことを良しとしていたためである。

### 中国

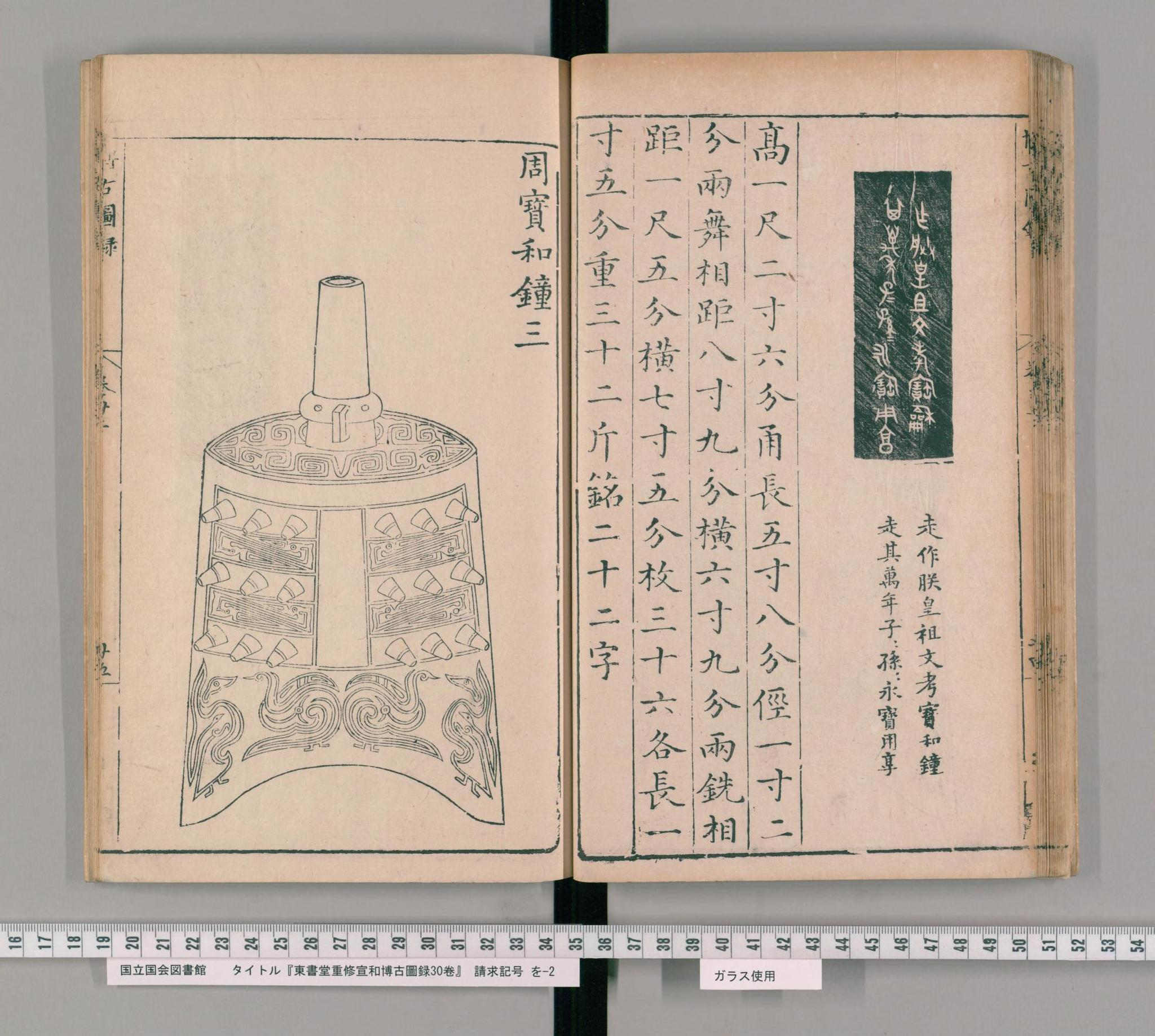
『宣和博古図録』

「好古家」「好古趣味」に近い中国特有の概念として、「文人」「文人趣味」がある。文人趣味においては、中国の青銅器・陶磁器・印章・怪石・古書画（琴棋書画）・硯（文房四宝）などの古物が蒐集の対象になった。また、好古と重なる学問分野として金石学、名物学（古物の同定や名称の研究）、儒学における礼学がある。
中国の好古は、宋代および明清代に流行した。宋代の主な好古家として、欧陽脩・李公麟・米芾・呂大臨・趙希鵠・王黼・宋の徽宗がいる。徽宗が王黼らに編纂させた古物図録『宣和博古図録』は、現代の中国考古学でも活用されている。
一方、明清代の好古家として、『格古要論』の著者曹昭や、顧炎武・閻若璩をはじめとする清朝考証学者たちがいる。また、清の乾隆帝は中国随一の蒐集家としても知られ、その蒐集品が故宮博物院の根幹になっている。乾隆帝は徽宗と同様、古物図録『西清古鑑』を梁詩正らに編纂させており、こちらも現代に活用されている。そのほか、明清代には書籍の蒐集も盛んになった（Category:中国の蔵書家）。
宋代の沈括、明末清初の宋応星や方以智といった中国科学史の主要人物が、古物を科学的に分析することもあった。

### 日本
日本の歴史において「好古家」といえば、江戸時代（特に中期以降）から幕末・明治に活動した一連の人々をさす。

#### 江戸

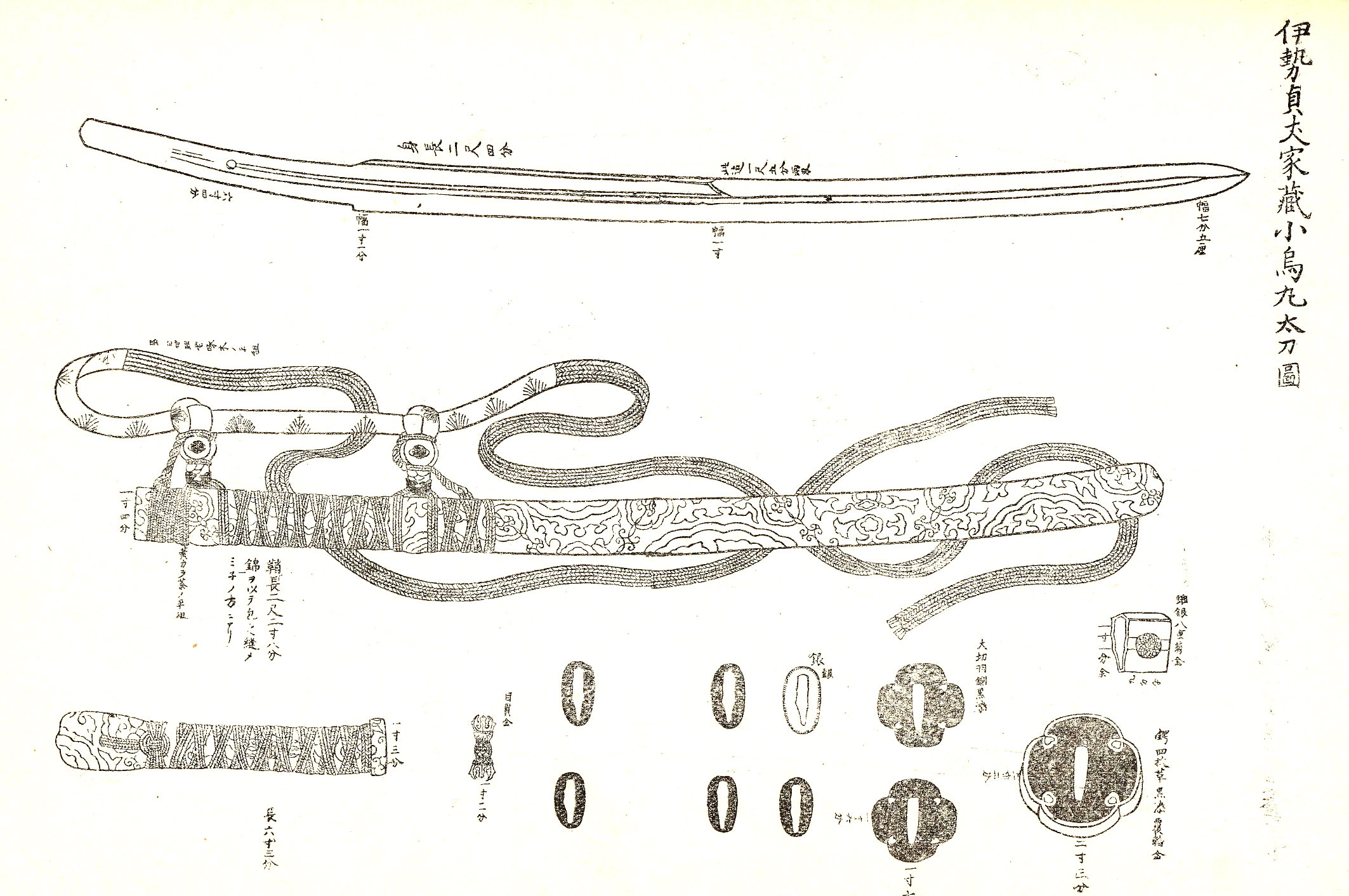
『集古十種』より、宝刀小烏丸

江戸時代の代表的な好古家として、藤貞幹（号好古）や、『集古十種』の編纂を主導した松平定信がまず第一に挙げられる。『集古十種』の編纂には、柴野栗山・広瀬蒙斎・屋代弘賢・谷文晁・喜多武清ら多くの学者・画家が携わった。松平定信はほかにも、寺社の宝物調査や内裏の再建といった好古的な事業を主導した。
江戸時代の好古家はほかにも、水戸光圀・新井白石・菊岡沾涼・青柳種信・蒲生君平・森島中良・河合道臣・朽木昌綱・高島千春・野里梅園・西田直養などが挙げられる。さらにそのほか、本居宣長・橋本経亮・平田篤胤・塙保己一・小山田与清ら国学者、大田錦城・狩谷棭斎ら清朝考証学の受容者、瀬名貞雄・大久保忠寄・大田南畝ら幕臣、曲亭馬琴・柳亭種彦・山東京伝ら戯作者が挙げられる。
江戸時代の好古家は、しばしば「会」を結成して古物の見せ合いや議論を行った。例えば、山崎美成や上記の屋代弘賢・曲亭馬琴が参加した「耽奇会」や、司馬江漢や木村蒹葭堂が関与した京都の「以文会」がある。また、江戸時代の好古家は「好古図譜」と呼ばれる図録ジャンルや、「考証随筆」と呼ばれる随筆ジャンルを発達させた。考証随筆の例としては、曲亭馬琴『燕石雑志』、柳亭種彦『還魂紙料』、山東京伝『骨董集』、そのほか『燕石十種』『鼠璞十種』といった叢書所収の短篇がある。

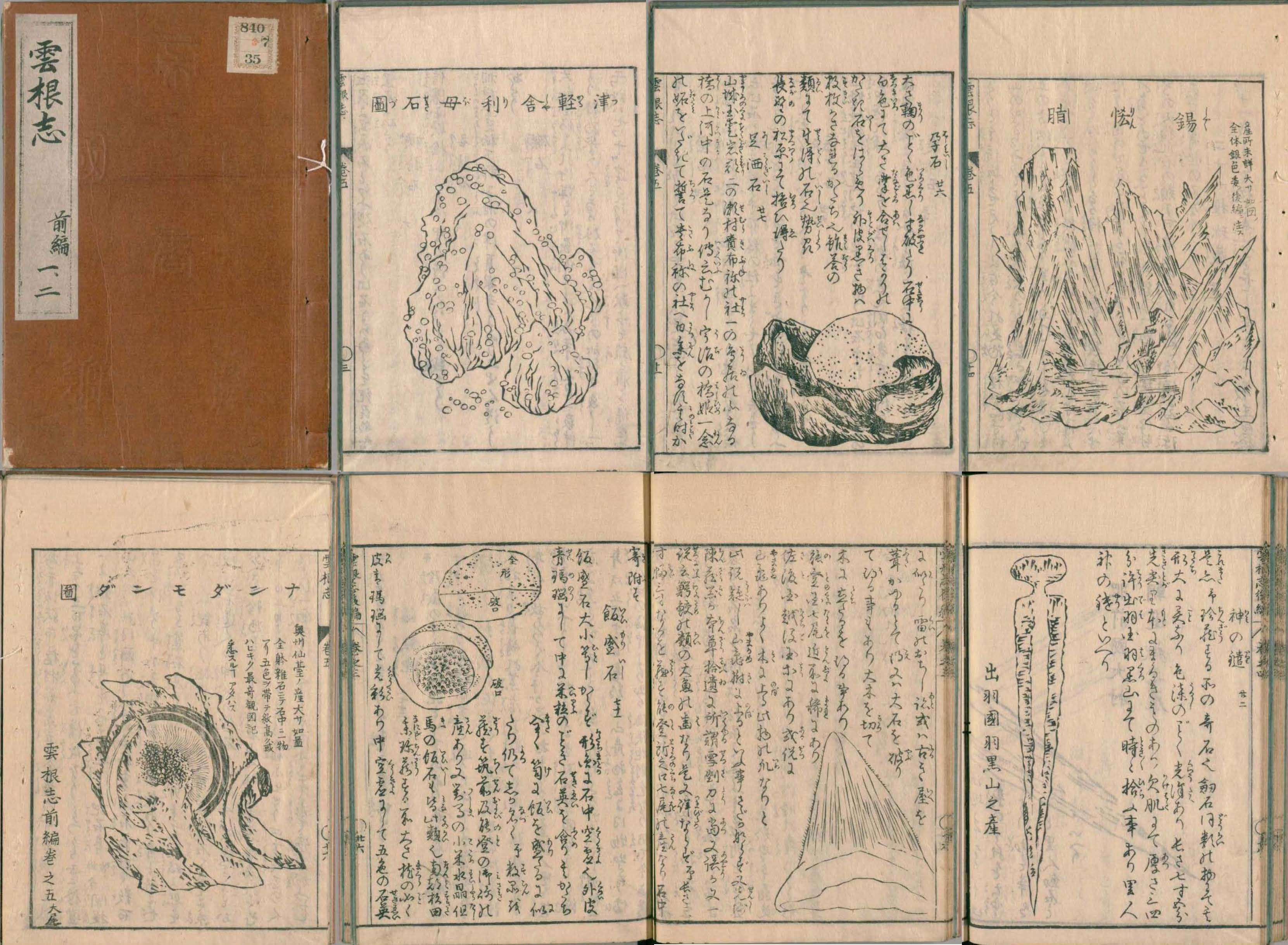
木内石亭『雲根志』
----石器や化石を含む奇石蒐集の書。

江戸時代の好古のトピックは多岐にわたり、古瓦・古書画・古陶磁・古墳・古銭・銅器・土器・石器・化石・銅鏡・銅鐸・埴輪・土偶・勾玉・印章・和服・和楽器・武器・稀覯本・古地図・地名・名所・寺社・銘文・碑文・烏八臼・扁額・族譜・古俗・有職故実・年中行事・怪談奇譚・昔話・妖怪・大津絵・粛慎や蝦夷などの先住民族論が扱われた。言うなれば、「古い物なら何でもいい」という勢いだった。土器は特に、亀ヶ岡遺跡から出土した「亀ヶ岡物」などが蒐集対象になった。福岡藩で漢委奴国王印が発見されると、同藩の亀井南冥や竹田定良のほか、藤貞幹や上田秋成によって研究された。
江戸時代の好古の流行は、同時代の他の流行と重なり合う。例えば、本草学者の平賀源内・田村藍水・吉田雀巣庵・伊藤圭介らによる物産会・嘗百社博物会や図譜の流行、木内石亭や木村蒹葭堂による弄石趣味や珍品蒐集全般の流行、谷文晁や皆川淇園による書画会の流行、頼山陽の文人サロンの流行、『因幡志』『北越雪譜』などの地誌学の流行、などと重なり合う。

#### 明治

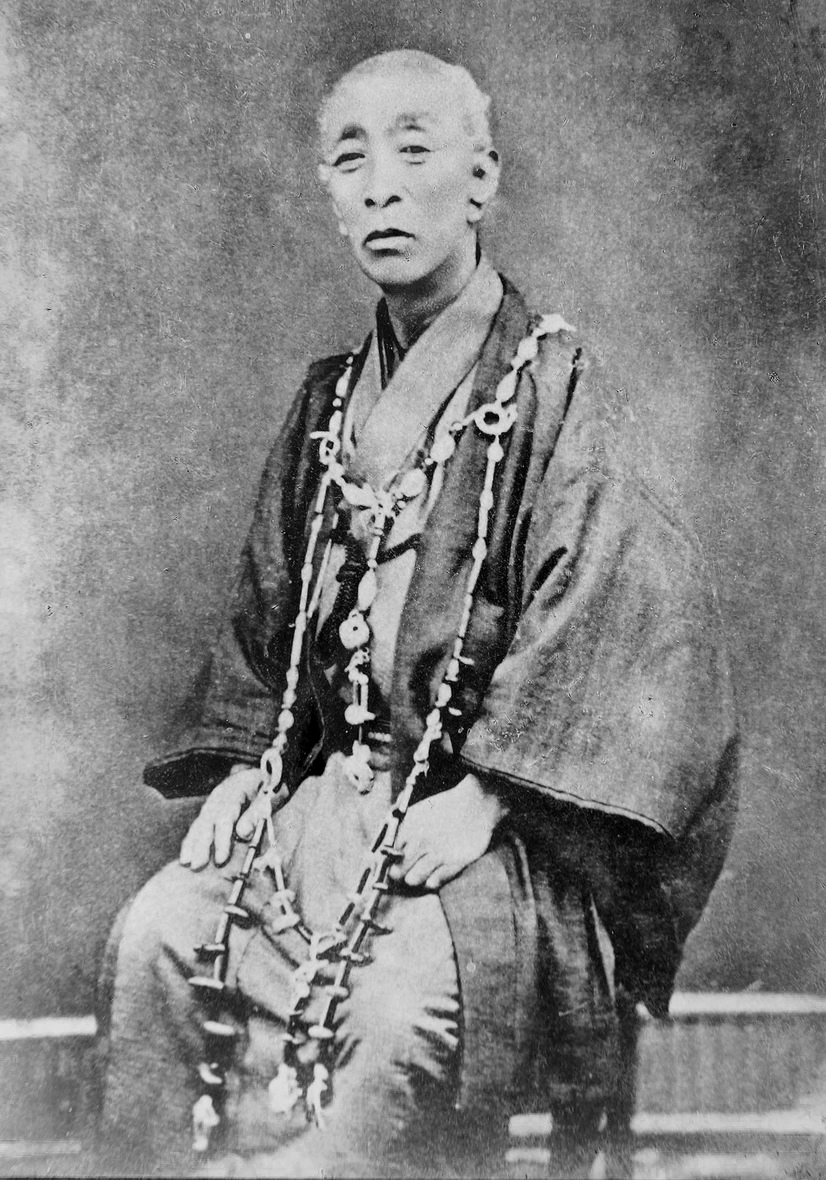
松浦武四郎
----自身が蒐集した古物の首飾りを身につけている。

幕末明治にも好古は引き続き流行した。幕末明治の代表的な好古家として、松浦武四郎・蜷川式胤・柏木貨一郎の三人が挙げられる。お雇い外国人のエドワード・モースは、彼らを日本の「antiquarian」と呼んで交流した。
幕末明治の好古の流行は、町田久成・田中芳男・伊藤圭介らによる、近代的な博覧会・博物館の導入運動（大学南校物産会・湯島聖堂博覧会・ウィーン万博日本館）や、文化財の保護政策（古器旧物保存方・集古館）を後押しした。大学南校物産会・湯島聖堂博覧会では、上記の蜷川らのほか、榊原芳野・横山由清・木村正辞・黒川真頼・神田孝平・福羽美静・澤宣嘉・成島柳北・大槻磐渓・黒田長溥（旧福岡藩主）・徳川昭武（徳川慶喜の弟）が古物を出品した。
「会」も引き続き結成された。例えば、柏木貨一郎・小シーボルトらが参加した「古物会」や、坪井正五郎・根岸武香・清水晴風・林若樹・山中共古らが参加した「集古会」がある。そのような背景のもと、坪井正五郎・有坂鉊蔵・白井光太郎の三人組が弥生町遺跡で弥生土器を発掘したり、多くの好古家がコロポックル論争に参加したりした。そのほか、森鷗外・小室元長・高田十郎・蓑虫山人らが好古家として活動した。
以上のような好古家の活動と併行して、モースやゴーランドが日本に近代的な考古学を導入し、小シーボルト、アーネスト・サトウ、ジョン・ミルンが、日本で考古学調査を行った。
明治後期からは、アマチュアリズムとプロフェッショナリズム（アカデミズム）の分断により、以上のような好古は次第に下火になった。とはいえ昭和初期には、三村竹清・内田魯庵・石井研堂らが、江戸時代の「耽奇会」に倣って「新耽奇会」を結成している。森銑三が日本最後の好古家ともいわれる。

## 言葉の歴史

### 「antiquarian」

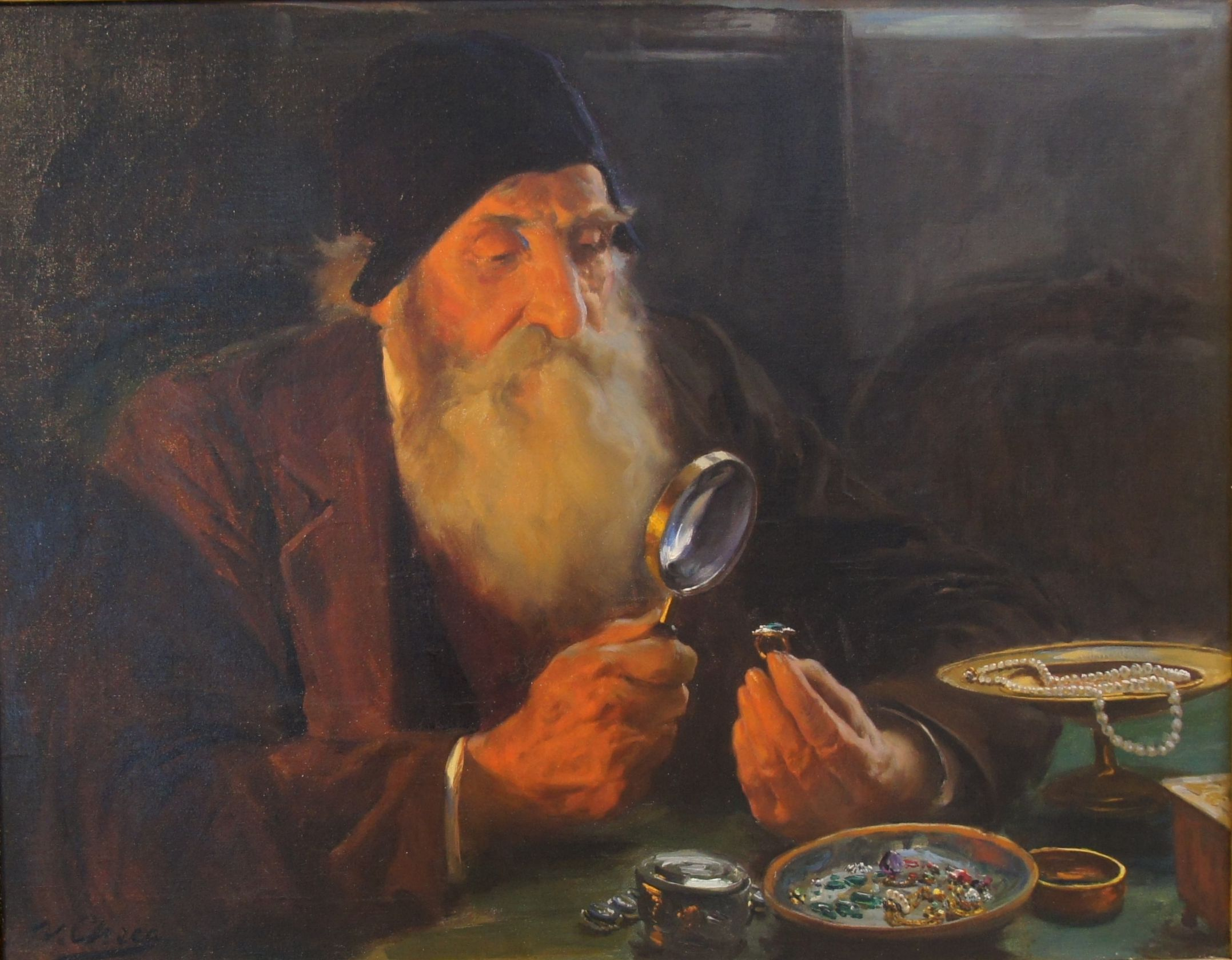
『好古家』ウルピアノ・チェカ画、1908年

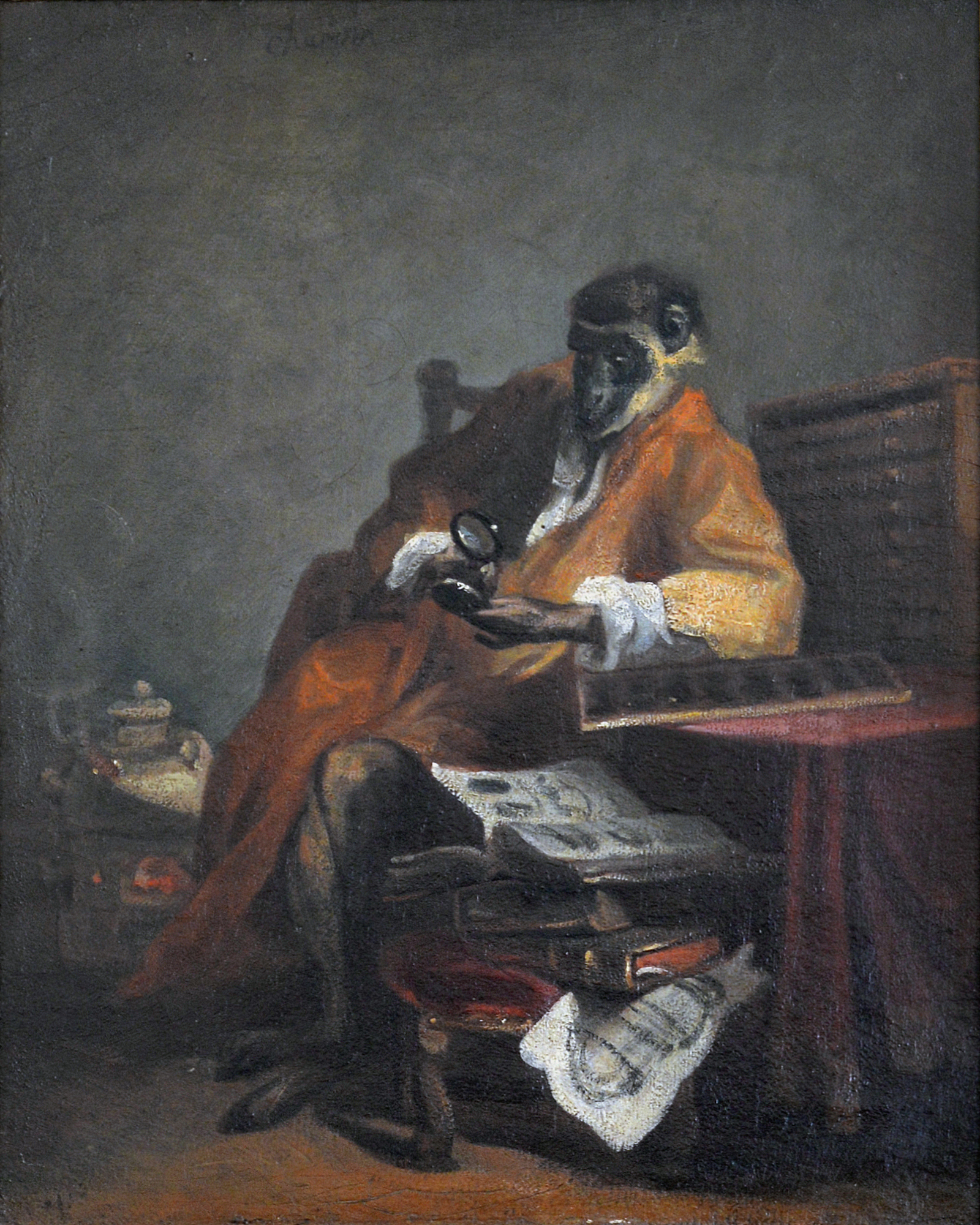
『サルの好古家』ジャン・シメオン・シャルダン画、1726年頃

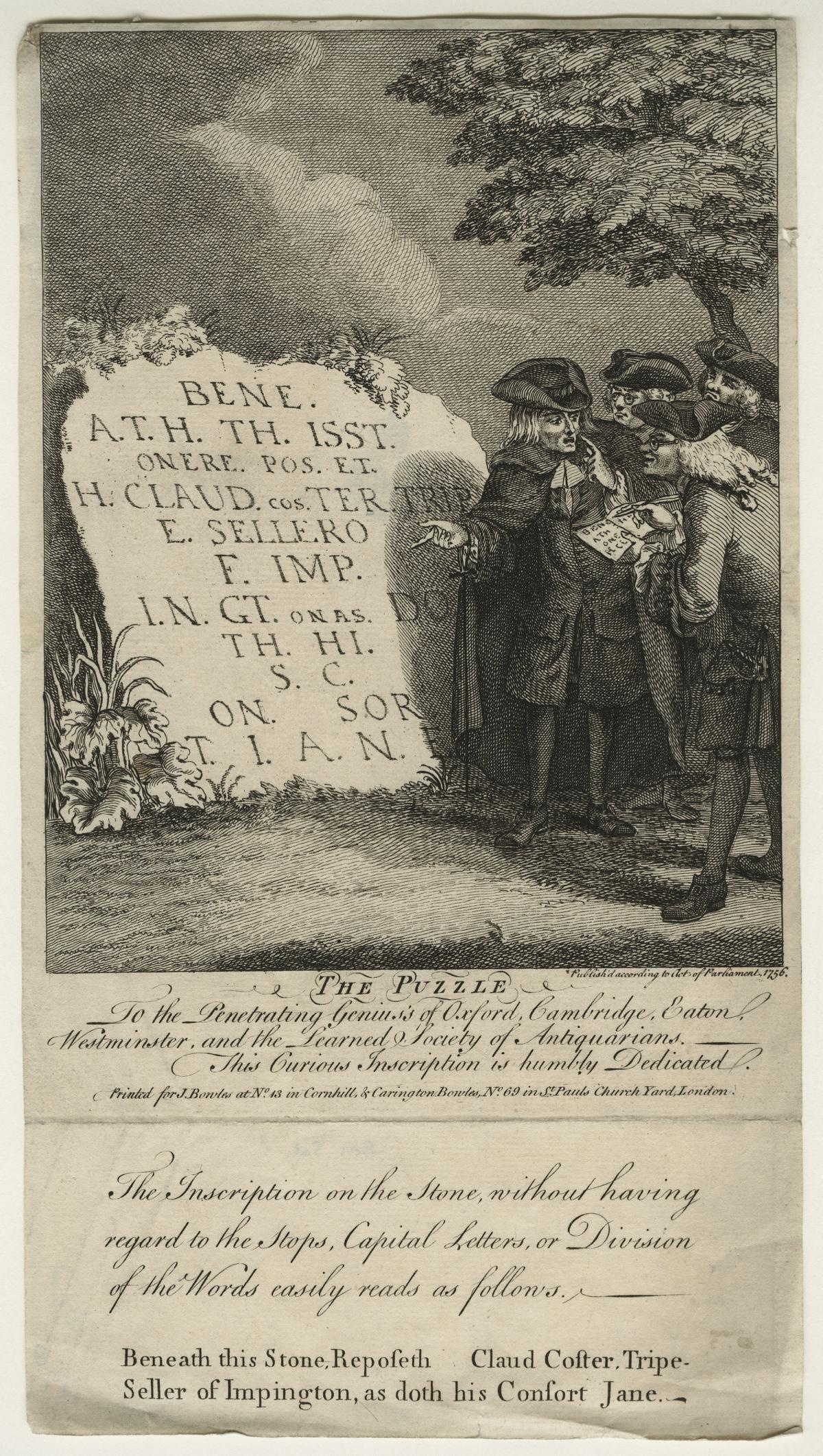
『パズル』John Bowles画、1756年
----好古家に対する典型的な揶揄。四人の好古家が碑文の解読を試みている。しかしそこに書いてあるのはただのトライプ屋の夫婦のこと。絵画の下には皮肉を込めた献辞が、すなわち「オックスフォード、ケンブリッジ、イートン、ウェストミンスター、そして好古家協会の諸賢に捧ぐ」という献辞が添えられている。

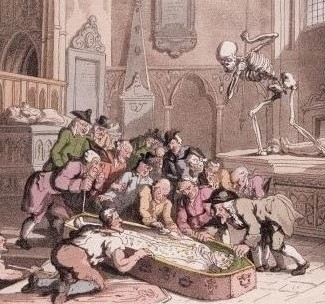
『死神と好古家』トマス・ローランドソン画、1816年
----好古家の集団が、嬉々として王の棺を発掘している。しかし背後では、死神が彼らを殺そうとしている。モデルになったのは、1774年好古家協会によるエドワード1世の棺の発掘。

英語の「antiquarian」「antiquary」という言葉は、21世紀現在では古書店の看板に掲げられる程度で、日常的には滅多に用いられない。
あるいは、ウォルター・スコットの小説『好古家』や、モンタギュウ・ロウズ・ジェイムズの怪奇小説集『好古家の怪談集』などの題名で知られる。スコットやジェイムズ自身もまた好古家だった。なおスコットの小説の多くは、明治日本では教養人の必読書として受容されていた（ただし『好古家』の初訳は2018年）。
かつての欧米では、揶揄的な蔑称、すなわち「変人」「ナード」のような意味合いで用いられることもあった。例えば17世紀の詩人サミュエル・バトラーは、好古家のことを「哲学者まがい」「頭蓋の中に虫が巣くっている」と酷評している。そのほか、トマス・ローランドソンの風刺画『Death and the Antiquaries』（『死神と好古家』）や、ジョン・アールの著書『Microcosmographie』などでも、揶揄的に描かれている。そのような風潮の中で、18世紀の好古家ホレス・ウォルポールは、好古における美学的観点の必要性を論じた。
近代的な歴史学が成立する以前、好古家は「歴史家」（historian）と明確に異なる存在だった。具体的には、好古家が一次資料を重視して歴史を扱ったのに対し、歴史家は物語や教訓を重視して歴史を扱っていた。哲学者フランシス・ベーコンの『学問の進歩』には、そのような両者の関係にかんする記述がある。両者の関係については、後述のアルナルド・モミリアーノの研究が詳しい。
ニーチェの『反時代的考察』第二篇「生に対する歴史の利害について」では、歴史主義に対する批判という文脈で、「好古的歴史」（ドイツ語: antiquarische Historie）が俎上に載せられている。

### 「好古家」
「好古」（いにしえを好む）という漢語は、東アジア全体で古くから使われており、『論語』述而篇の孔子の言葉に由来する。呂大臨は『考古図』で、「好古は易しいが考古は難しい」と述べている。
江戸時代の好古家も「好古」を頻繁に使っており、そのなかで「好古家」または「好古士」「好事家」の三字が使われた。西田直養は好古について、考証せず蒐集するだけの「玩物喪志」に堕すべきでないと主張した。
明治前期には、新聞の紙面などで日常的に「好古家」が使われていた。しかし21世紀の日本語では、ほぼ死語になっている。
「antiquarian」を「好古家」と翻訳することは、明治前期に遡る。具体的には、1879年（明治12年）の矢田部良吉『大森介墟古物編』（モースが同年に著した大森貝塚の報告書『Shell Mounds of Omori』の翻訳）に遡る。なお、同じくモースの『日本その日その日』では、石川欣一は「好古者」という訳語をあてている。

## 研究史
欧米の好古家は、1950年以降のアルナルド・モミリアーノによる先駆的な研究（Momigliano 1950やMomigliano 1990）があったものの、長らくマイナーな研究対象だった。しかし2000年前後のParry 1995やSweet 2004、あるいは2007年のロンドン好古家協会創立300周年を皮切りに、徐々に注目されるようになった。2012年には、インテレクチュアル・ヒストリアンのアンソニー・グラフトンや中国学者のネイサン・セビンらが参加した、東西の好古家の比較論集が刊行された（Miller & Louis 2012）。
日本の好古家は、1918年に考古学会総会で日本考古学の先駆者として顕彰されたり、1930年頃から考古学者の斎藤忠が研究していたものの、長らくマイナーな研究対象だった。しかし2000年前後から、諸分野の学者に徐々に注目されるようになった。2020年代には、國學院大學博物館・国立歴史民俗博物館などで企画展が開かれている。